# Utbildning i Kroatien
Utbildning i Kroatien är en konstitutionell rättighet och i den kroatiska grundlagen (§ 65) definieras primärutbildning som "obligatorisk och kostnadsfri" medan sekundärutbildning definieras som "lika tillgänglig för alla". Utbildningssystemet omfattar förskoleundervisning, grundskoleutbildning, gymnasieutbildning och högre utbildning. Utbildningsfrågor sorterar under Vetenskaps-, utbildnings- och idrottsministeriet (Ministarstvo znanosti, obrazovanja i športa).

## Utbildningssystemet

### Förskoleundervisning
Förskolan vänder sig till barn mellan 1 och 5 år gamla och är inte obligatorisk. Det finns omkring 450 förskolor i landet. Även om det finns en del privata förskolor och daghem är merparten av dem statligt ägda.

### Grundskoleutbildning
Grundskoleutbildningen omfattar den obligatoriska åttaåriga grundskolan (osnovna škola). Utbildningen påbörjas i en ålder av sex eller sju år och fortgår fram till årskurs 8 då eleven i regel är på sitt fjortonde eller femtonde år.

### Gymnasieutbildning
Den frivilliga gymnasieutbildningen omfattar en tre-fyraårig utbildning i gymnasieskolan (srednja škola).

### Högre utbildning
Högre utbildning i Kroatien avser utbildning vid något av landets tekniska högskolor (veleučilište) eller universitet (sveučilište). I Kroatien finns åtta universitet som erbjuder högre utbildning. Dessa är:
- Universitetet i Zagreb
- Universitetet i Split
- Universitetet i Rijeka
- Universitetet i Osijek
- Universitetet i Zadar
- Juraj Dobrila-universitetet i Pula
- Universitetet i Dubrovnik
- Dubrovniks internationella universitet